# Itbay
 (septembre 2021).
Si vous disposez d'ouvrages ou d'articles de référence ou si vous connaissez des sites web de qualité traitant du thème abordé ici, merci de compléter l'article en donnant les références utiles à sa vérifiabilité et en les liant à la section « Notes et références ».
L'Itbay ou ʿAtbāy, en arabe اطبيه, aussi appelé en anglais Red Sea Hills, en français « collines de la mer Rouge », est un massif de montagnes situé dans l'Est de l'Égypte et le Nord-Est du Soudan, entre la vallée du Nil à l'ouest et la mer Rouge à l'est. Ces montagnes, collines, plateaux et vallées où s'écoulent des oueds sont situés dans le désert Arabique et de Nubie. D'un point de vue géologique, il s'agit d'un horst formant le rebord occidental de la dorsale de la mer Rouge dont le pendant sur la rive opposée est les monts Sarawat en Arabie saoudite et au Yémen. Il se prolonge au sud par les plateaux d'Éthiopie.

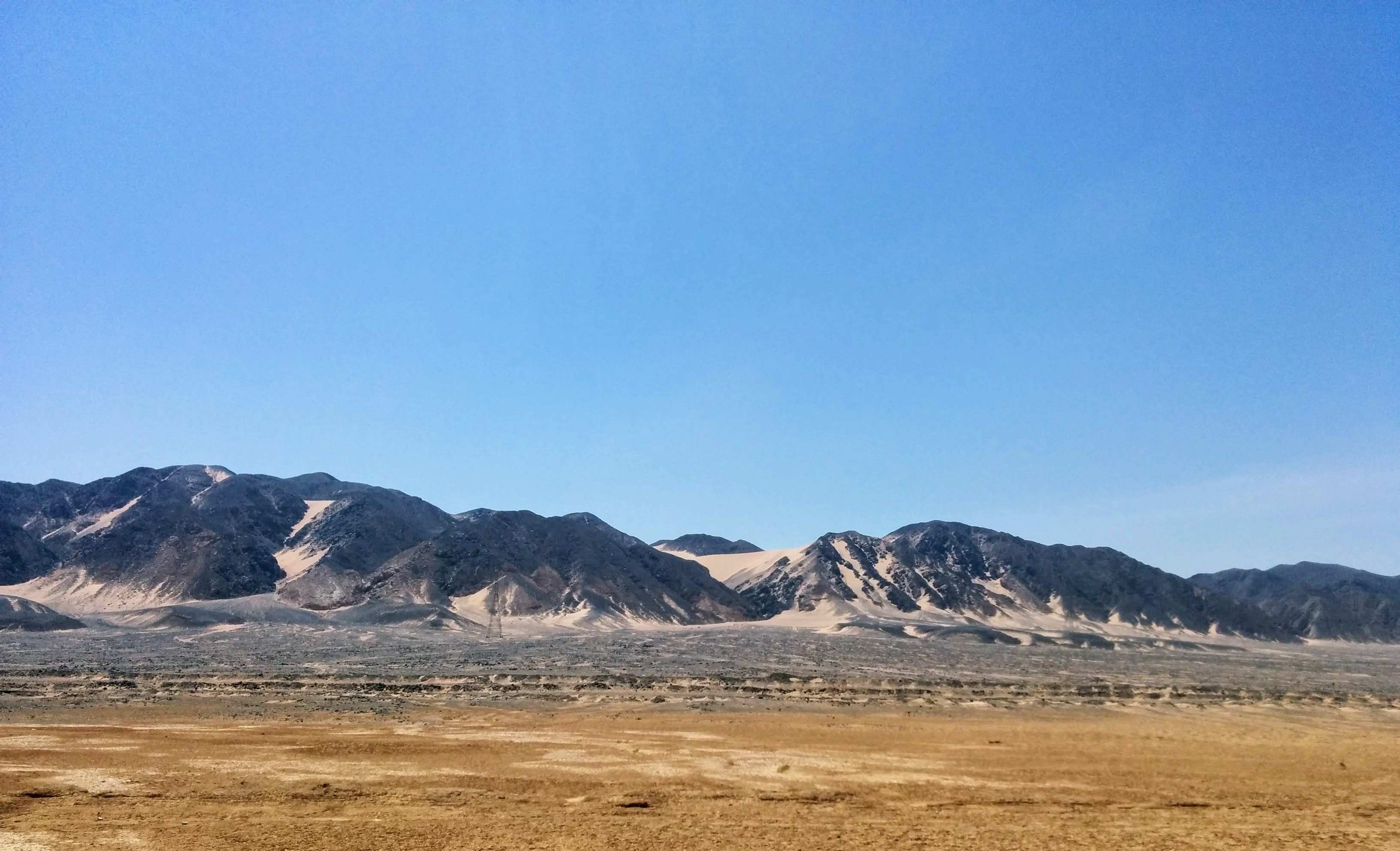
Paysage de l'Itbay.